# Toegangshek Vondelpark (van Eeghenstraat)
Het Toegangshek Vondelpark (van Eeghenstraat) is een artistiek kunstwerk in Amsterdam-Zuid.
Het Vondelpark kent diverse ingangen. Deze zijn aangebracht in de loop der jaren. Van alle toegangen is een aantal tot rijksmonument verklaard. Ten eerste is er de toegang aan de Stadhouderskade, de hoofdingang. Daarnaast werden de toegangen aan de P.C. Hooftstraat, Roemer Visscherstraat, Vondelstraat bij nummer 120, Vondelstraat bij nummer 164 en Koninginneweg tezamen als monument verklaard. De toegang aan de Van Eeghenstraat kreeg weer een apart monumentennummer in het register. 
Het toegangshek aan de Van Eeghenstraat is een smeedijzeren hekwerk met vier doorgangen. Het toegangen van de middelste twee zijn opgehangen aan siersmeedijzeren hekpijlers, die aan de bovenzijde worden afgesloten met kroontjes. De twee andere hekwerken hangen aan hardstenen bewerkte pilaren op basement, die eveneens aan de bovenzijde kroontjes hebben.
Het totaal werd in november 1996 opgenomen in het monumentenregister vanwege de typologische waarde, als onderdeel van het Vondelpark en vanwege haar positie in het stadsbeeld.
In april 2021 werd het oorlogsmonument Sobibór-Wat doe jij? opgehangen aan de lantaarnpaal voor dit toegangshek.